# Bahrain i olympiska sommarspelen 2004
Bahrain i olympiska sommarspelen 2004 bestod av 10 idrottare som blivit uttagna av Bahrains olympiska kommitté.

## Friidrott
Herrar
Bana, maraton och gång
| Idrottare                 | Gren        | Heat     | Heat      | Kvartsfinal | Kvartsfinal | Semifinal        | Semifinal        | Final            | Final            |
| Idrottare                 | Gren        | Resultat | Placering | Resultat    | Placering   | Resultat         | Placering        | Resultat         | Placering        |
| ------------------------- | ----------- | -------- | --------- | ----------- | ----------- | ---------------- | ---------------- | ---------------- | ---------------- |
| Yusuf Saad Kamel          | 800 meter   | 1:46,94  | 3         | i.u.        | i.u.        | Gick inte vidare | Gick inte vidare | Gick inte vidare | Gick inte vidare |
| Rashid Ramzi              | 1 500 meter | 3:37,93  | 4 Q       | i.u.        | i.u.        | 3:44,60          | 11               | Gick inte vidare | Gick inte vidare |
| Mohammed Abdelhak Zakaria | 5 000 meter | 13:42,04 | 15        | i.u.        | i.u.        | i.u.             | i.u.             | Gick inte vidare | Gick inte vidare |
| Al Mustafa Riyadh         | Maraton     | i.u.     | i.u.      | i.u.        | i.u.        | i.u.             | i.u.             | DNF              | x                |

Damer
Bana, maraton och gång
| Idrottare       | Gren      | Heat     | Heat      | Kvartsfinal      | Kvartsfinal      | Semifinal        | Semifinal        | Final            | Final            |
| Idrottare       | Gren      | Resultat | Placering | Resultat         | Placering        | Resultat         | Placering        | Resultat         | Placering        |
| --------------- | --------- | -------- | --------- | ---------------- | ---------------- | ---------------- | ---------------- | ---------------- | ---------------- |
| Rakia Al Gassra | 100 meter | 11,49    | 5         | Gick inte vidare | Gick inte vidare | Gick inte vidare | Gick inte vidare | Gick inte vidare | Gick inte vidare |
| Nadia Ejjafini  | Maraton   | i.u.     | i.u.      | i.u.             | i.u.             | i.u.             | i.u.             | DNF              | x                |

## Segling
Öppen
| Seglare      | Gren  | Lopp | Lopp | Lopp | Lopp | Lopp | Lopp | Lopp | Lopp | Lopp | Lopp | Lopp | Summerad poäng | Finalplacering |
| Seglare      | Gren  | 1    | 2    | 3    | 4    | 5    | 6    | 7    | 8    | 9    | 10   | M*   | Summerad poäng | Finalplacering |
| ------------ | ----- | ---- | ---- | ---- | ---- | ---- | ---- | ---- | ---- | ---- | ---- | ---- | -------------- | -------------- |
| Sami Kooheji | Laser | 41   | 39   | 35   | 32   | OCS  | 38   | 42   | 41   | 39   | 36   | 41   | 384            | 42             |

M = Medaljlopp; EL = Eliminerad – gick inte vidare till medaljloppet;